# Maliattha ocellata
Maliattha ocellata là một loài bướm đêm trong họ Noctuidae.